# بريان روزنفيلد
بريان روزنفيلد هو لاعب كرة قدم كندي في مركز حراسة المرمى، ولد في 18 سبتمبر 1965 في ثاندر باي في كندا. شارك مع منتخب كندا تحت 20 سنة لكرة القدم ومنتخب كندا لكرة القدم. أما مع النوادي، فقد لعب مع تورونتو بلِيزارد ‏.